# 香港報業評議會
香港報業評議會（英語：Hong Kong Press Council），簡稱報評會，於2000年7月成立，非營利組織，其宗旨為提升報業界的專業素養及道德操守、維護新聞自由、維持報業界的自律性，以及以中立角色處理公眾對報章的意見與投訴。然而，香港銷量最高而且最多爭議的兩份報章《東方日報》和《蘋果日報》都不是香港報業評議會會員。

## 歷史
1999年8月，香港法律改革委員會發出有關香港傳媒業界侵犯私隱行為及侵犯私隱的民事責任的兩份諮詢文件，建議設立保障私隱報業評議會。1999年11月，香港報業公會倡議，由業界自律，籌組一個由報業人士和社會人士組成的獨立評議會，對報章侵犯私隱的行為進行評議。經過數月的業內諮詢，十一家中英文報章、香港新聞行政人員協會及香港新聞工作者聯會決定成立香港報業評議會。2000年3月，香港報業評議會籌備委員會成立。2000年6月23日，香港報業評議會以擔保有限公司形式向公司註冊處註冊，取得公司註冊證書。
香港報業評議會會員區分為業界人士和非業界人士：業界人士是會員報章和新聞專業團體的代表；非業界人士是非任職於報業的社會人士，包括新聞學學者、教育界、法律界和其他專業人士。

## 2020年度會員報刊
1. 香港商報
2. 星島日報
3. 南華早報
4. 香港經濟日報
5. 明報
6. 文匯報
7. 大公報
8. 英文虎報

## 外部連結
- 香港報業評議會網站 （页面存档备份，存于）
- 甄美玲，2005，報業評議會五年來的表現，刊載於傳媒透視， （页面存档备份，存于）。